# Coll del Teixó (Riunoguers)
El Coll del Teixó és una collada que uneix el terme municipal de la Jonquera, a l'Alt Empordà, amb la comuna de Morellàs i les Illes, al Vallespir, en aquest darrer cas dins de l'antiga comuna de Riunoguers, ara inclosa en la de Morellàs i les Illes.
Està situat just al nord-est del Pla Capità, al sud-oest del Puig del Coll del Teixó.
En aquest coll hi ha la fita transfronterera número 563, una creu grossa, amb el número esmentat, gravada en la superfície superior d'una roca, pràcticament horitzontal, situada a l'oest del coll.